# Dyrines lineatipes
Dyrines lineatipes är en spindelart som beskrevs av Alexander Petrunkevitch 1925. Dyrines lineatipes ingår i släktet Dyrines och familjen Trechaleidae.
Artens utbredningsområde är Panama. Inga underarter finns listade i Catalogue of Life.